# Maria Koleva (gymnastique)
Pour les articles homonymes, voir Maria Koleva.
Maria Koleva (née le 10 août 1977 à Sofia) est une gymnaste rythmique bulgare.

## Biographie
Maria Koleva remporte aux Jeux olympiques d'été de 1996 à Atlanta la médaille d'argent par équipe avec Ina Delcheva, Valentina Kevlian, Maya Tabakova, Ivelina Taleva et Viara Vatashka.

## Palmarès

### Jeux olympiques
- Atlanta 1996
  -  médaille d'argent par équipe.

### Championnats du monde
- Budapest 1996
  -  médaille d'or par équipe.